# James Whelan
James Whelan (Melbourne, 11 de julio de 1996) es un ciclista australiano que fue profesional entre 2018 y 2024, año en el que decidió dejar el ciclismo para competir en triatlón.

## Palmarés
2018
- 2.º en el Campeonato Oceánico en Ruta
- Tour de Flandes sub-23

2022
- 2.º en el Campeonato de Australia en Ruta

2023
- 1 etapa de la Vuelta a Portugal

## Resultados en Grandes Vueltas
| Carrera | Carrera         | 2018 | 2019 | 2020  | 2021 | 2022 | 2023 | 2024 |
| ------- | --------------- | ---- | ---- | ----- | ---- | ---- | ---- | ---- |
|         | Giro de Italia  | —    | —    | 105.º | —    | —    | —    | —    |
|         | Tour de Francia | —    | —    | —     | —    | —    | —    | —    |
|         | Vuelta a España | —    | —    | —     | —    | —    | —    | —    |

—: no participa

Ab.: abandono